# 플로리아누 페이쇼투
플로리아누 비에이라 지 아라우주 페이쇼투(포르투갈어: Floriano Vieira de Araújo Peixoto, 1839년 4월 30일 ~ 1895년 7월 29일)는 브라질의 제2대 대통령이자 초대 부통령이었다.

## 일생
플로리아누 페이쇼투는 1839년 마세이오에서 태어났다.
육군 사령관이었던 그는 부통령으로서 일하다가 데오도루 다 폰세카가 퇴임하자 대통령직을 물려받았다. 하지만 페이쇼투의 대통령직은 너무 어린 나이 탓에 지나치게 어려운 일이었다. 하지만 헌법에는 대통령이 임기 중 사망하거나 자진 사퇴할 경우, 부통령이 그 권한을 넘겨받기 때문에, 결코 힘든 일이라도 어쩔 수 없는 것이었다.
1894년 프루덴테 데 모라이스에게 대통령직을 넘기고 사퇴했다. 이듬해 바라만사에서 사망했다.

## 역대 선거 결과
| 선거명      | 직책명          | 대수 | 정당   | 득표율 | 득표수 | 결과 | 당락 |
| ----------- | --------------- | ---- | ------ | ------ | ------ | ---- | ---- |
| 1891년 선거 | 브라질의 대통령 | 1대  | 무소속 | 1.29%  | 3표    | 3위  | 낙선 |
| 1891년 선거 | 브라질의 부통령 | 1대  | 무소속 | 65.38% | 153표  | 1위  |      |